# Чистилівський орнітологічний заказник
Чисти́лівський орнітологі́чний зака́зник — орнітологічний заказник загальнодержавного значення в Україні. Розташований у межах заболоченої заплави річки Серет, між Пронятином (мікрорайон Тернополя) та селами Біла, Чистилів, Великий Глибочок і Плотича Тернопільського району Тернопільської області.

## Пам'ятка
Площа — 321 га. Створений відповідно до постанови РМ УРСР № 132 від 25 лютого 1980 року; постановою КМ України № 584 від 12 жовтня 1992 року затверджений як об'єкт природно-заповідного фонду загальнодержавного значення. Перебуває у віданні Чистилівської (26,1 га), Великоглибочецької (136,5 га), Плотицької (26,0 га), Білецької (18,6 га) сільських рад, ТОВ Україна (113,8 га).

## Характеристика
Під охороною — водно-болотні угіддя в заплаві Серету — місце оселення багатьох видів водоплавних та водно-болотних птахів. Більша частина водоболотного масиву поросла очеретом звичайним, близько 100 га займає розріджені угруповання вільхи сірої (повнота 0,2—0,3), що росте на підвищеннях.

## Флора
Прогалини між деревами зайняті переважно угрупованнями лепешняку великого з домішкою типової болотяної рослинності. На окремих ділянках зростають півники болотні, аїр, рогіз. У прирусловій частин і на значних ділянках — зарості тілорізу алоєвидного, в окремих місцях є осока пухирчаста, хвощ річковий, жабурник, глечики, жовтець та інші.

## Фауна
Гніздяться кулики, качки, пірникози, чирки, чернь, мартини, горобині, з хижих — лунь очеретяний і боривітер, є багато інших видів птахів. Місце відпочинку гуски сірої під час її перельотів. Трапляються чернь білоока, гоголь, лунь польовий, вівсянка чорноголова, сорокопуд сірий, горностай — види, занесені до Червоної книги України.

## Галерея

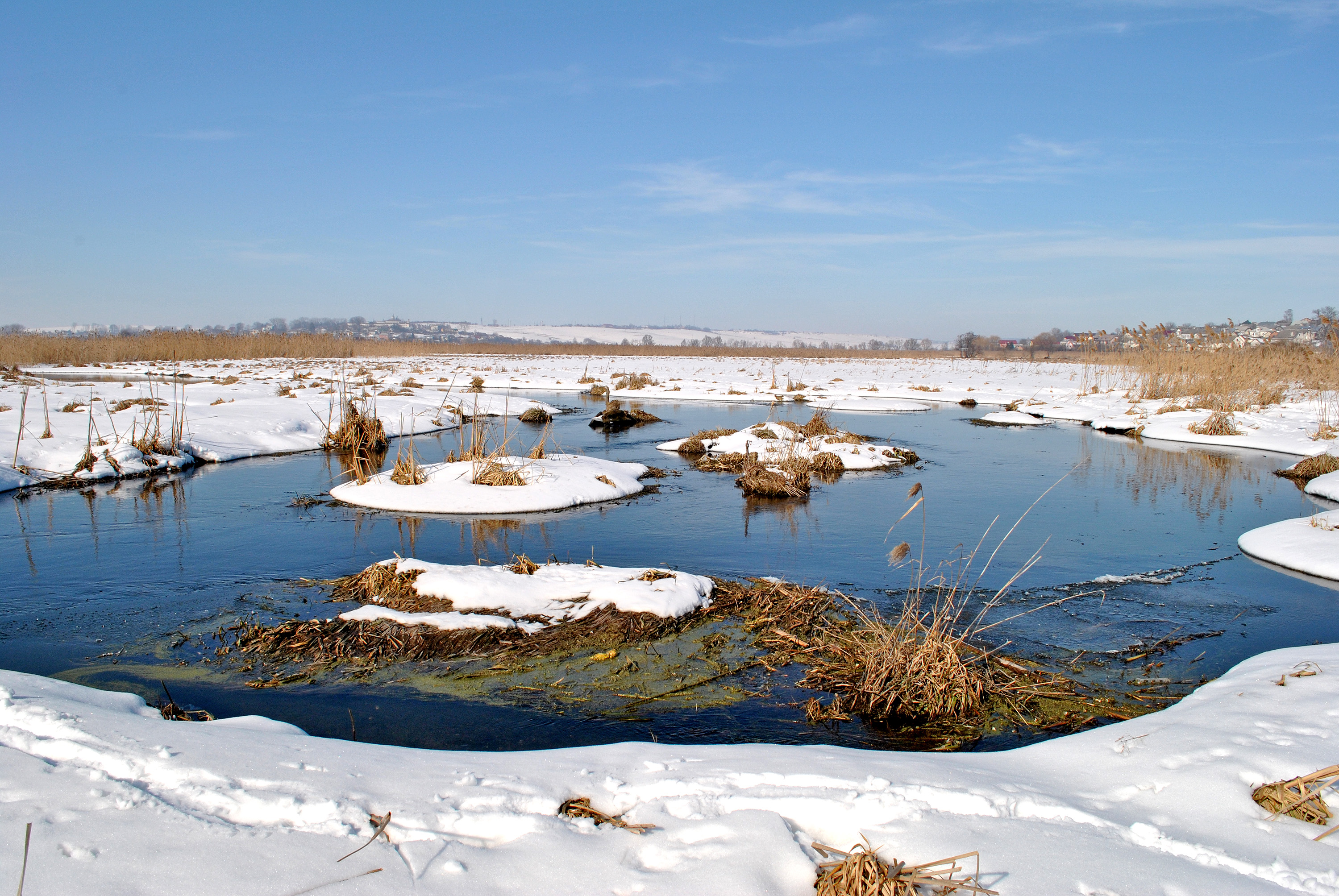
Зимовий вид на річку Серет поблизу Чистилова
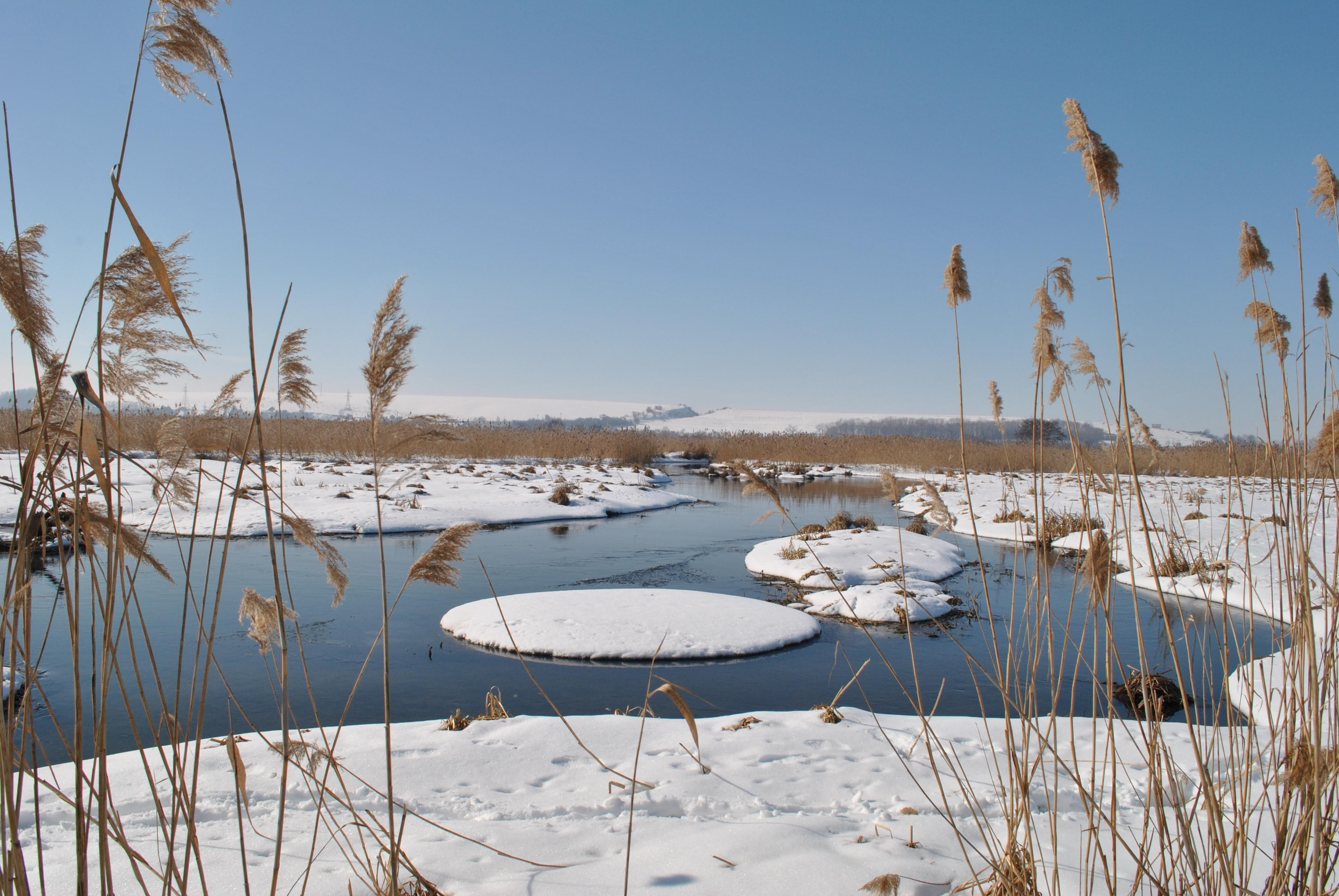
Зимовий вид на річку Серет поблизу Чистилова
Південно-східна частина заказника між с. Біла Тернопільського району і мікрорайоном «Пронятин» м. Тернополя
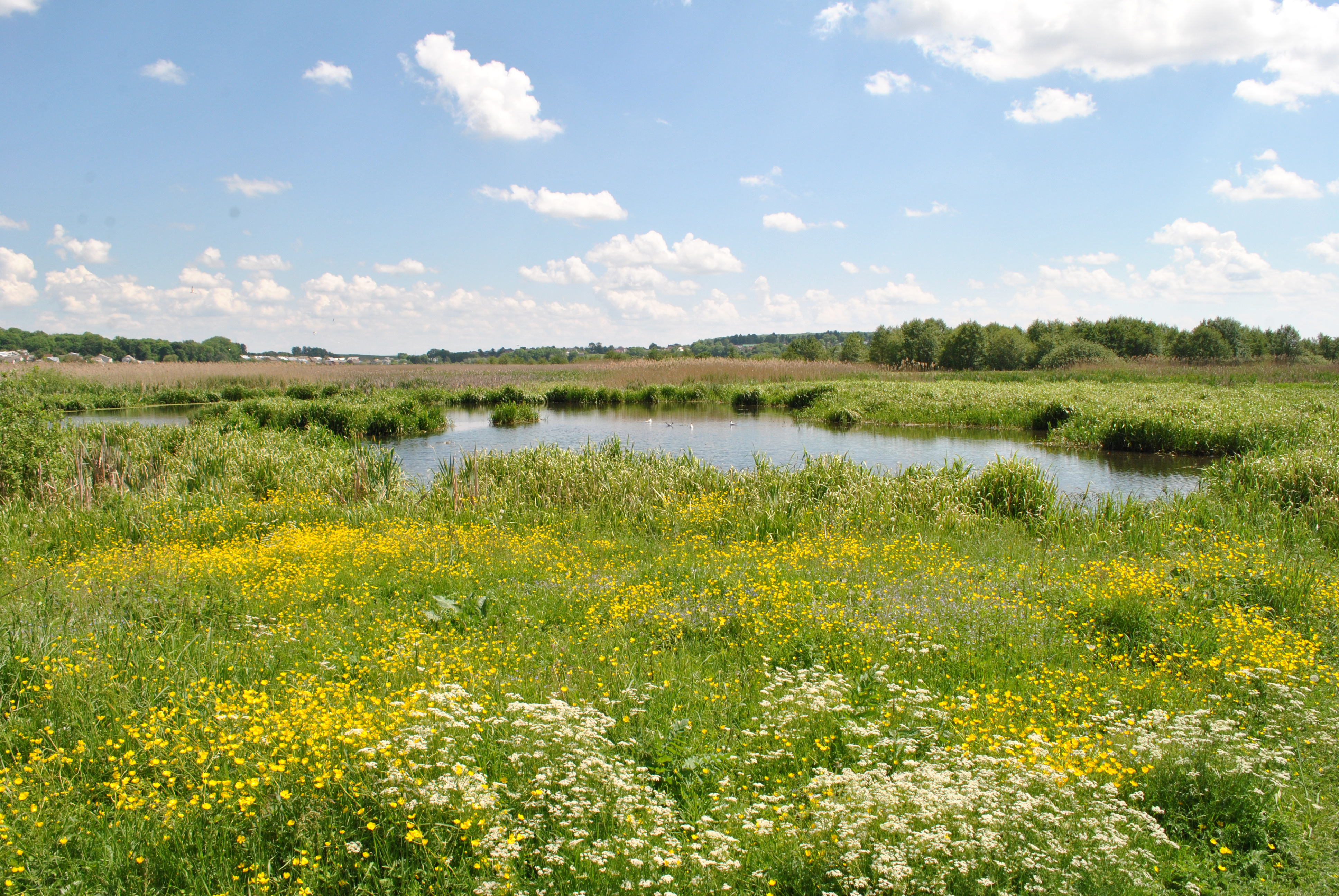
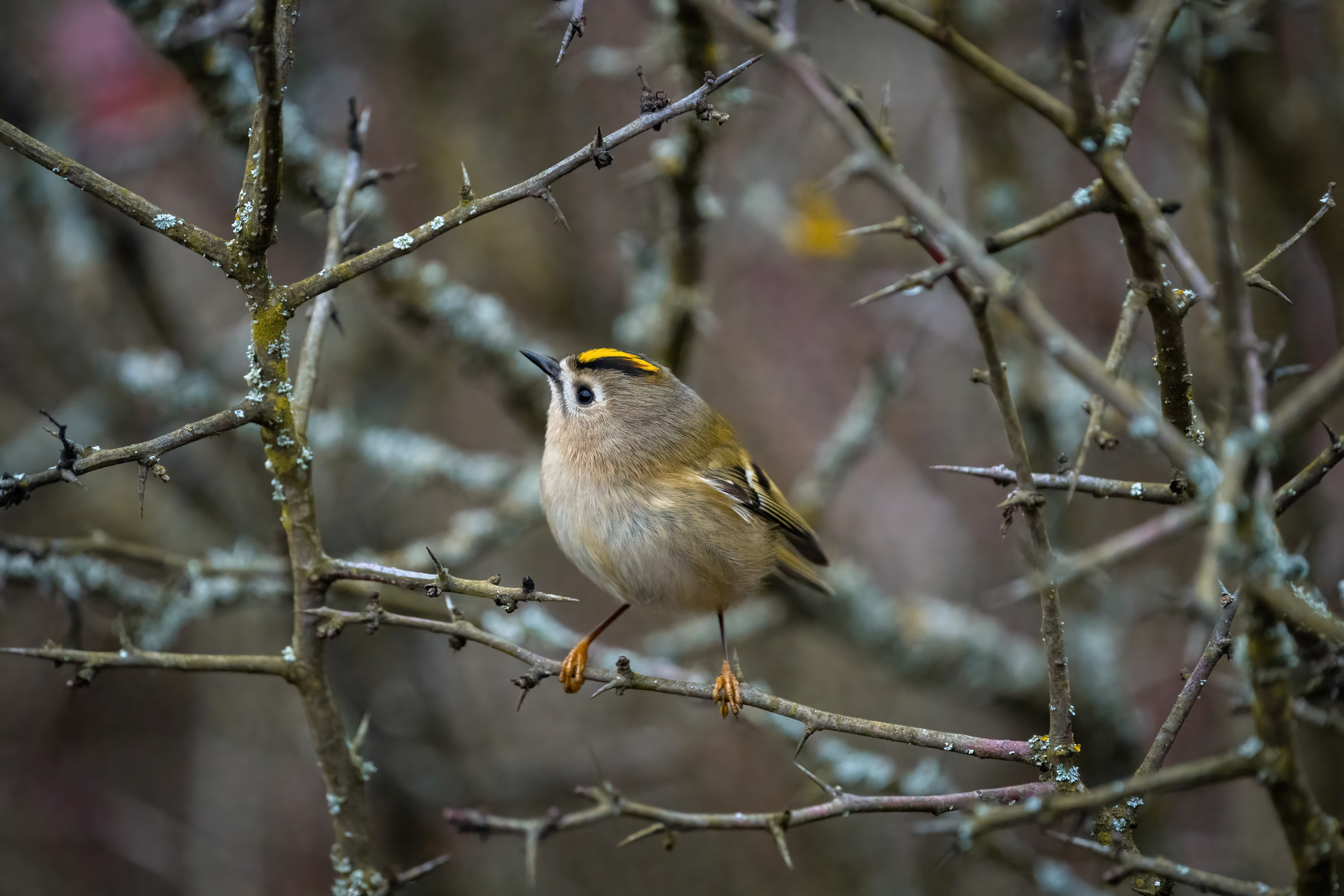
Золотомушка жовточуба
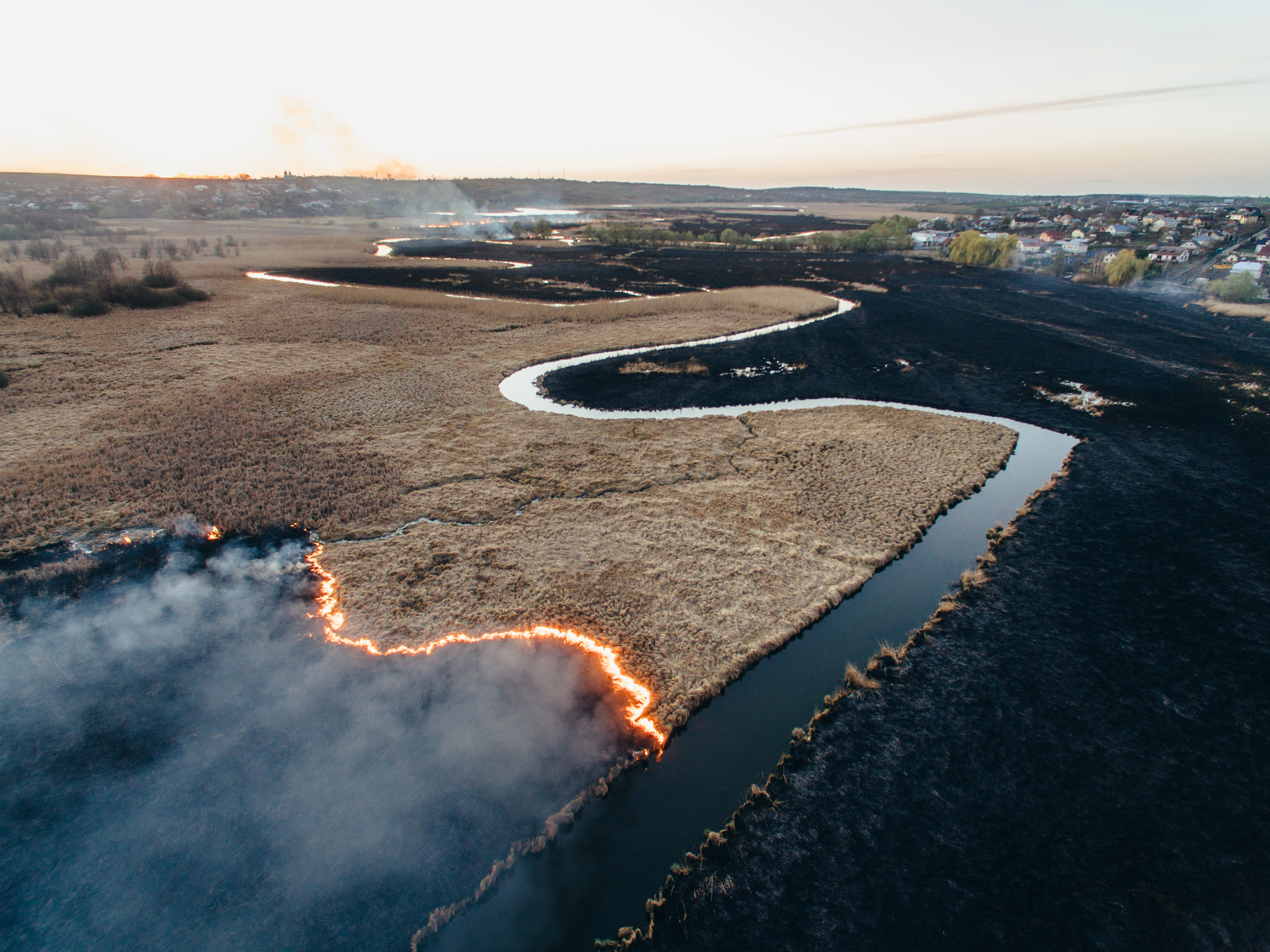
Наслідки спалювання сухої трави
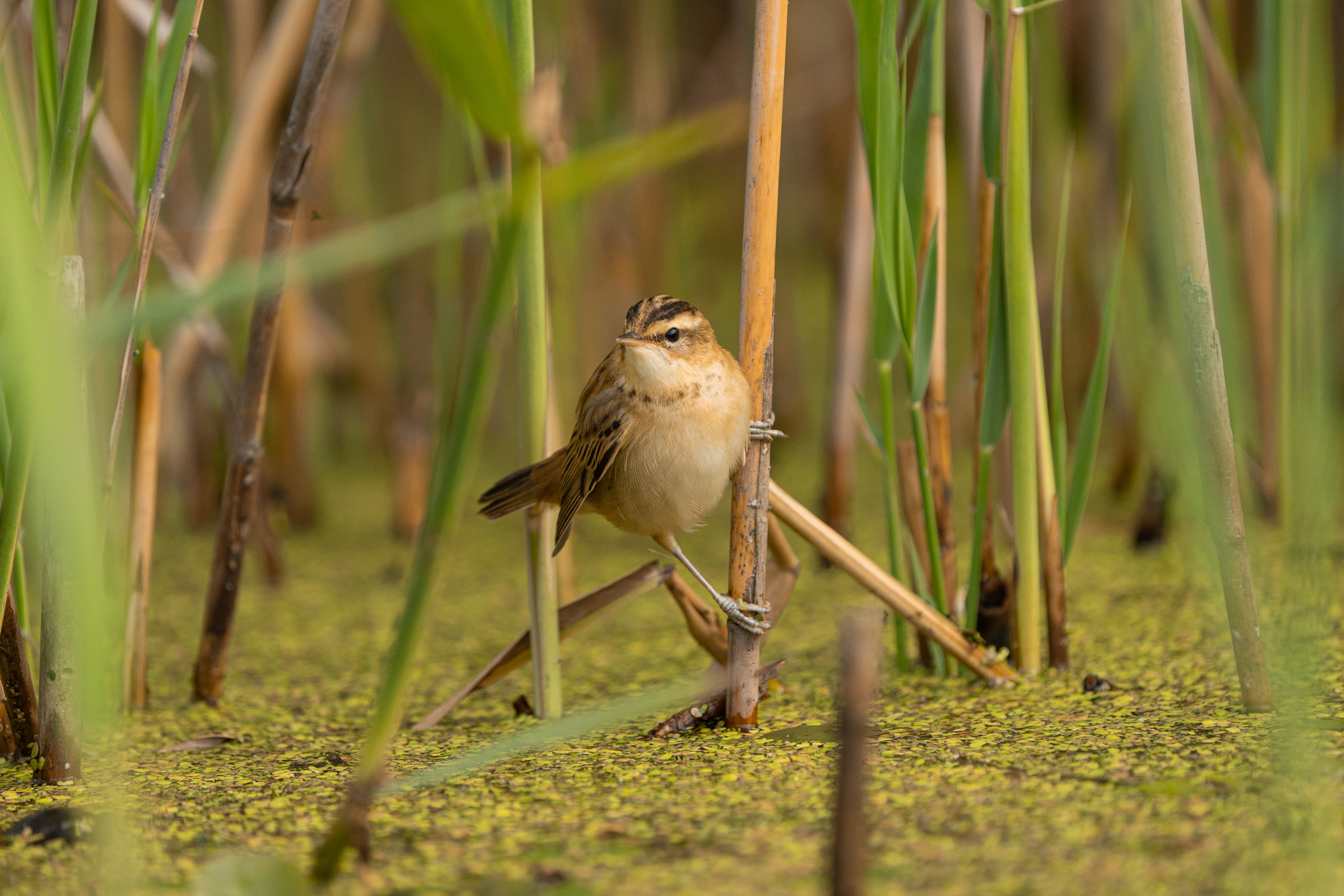
Очеретянка лучна
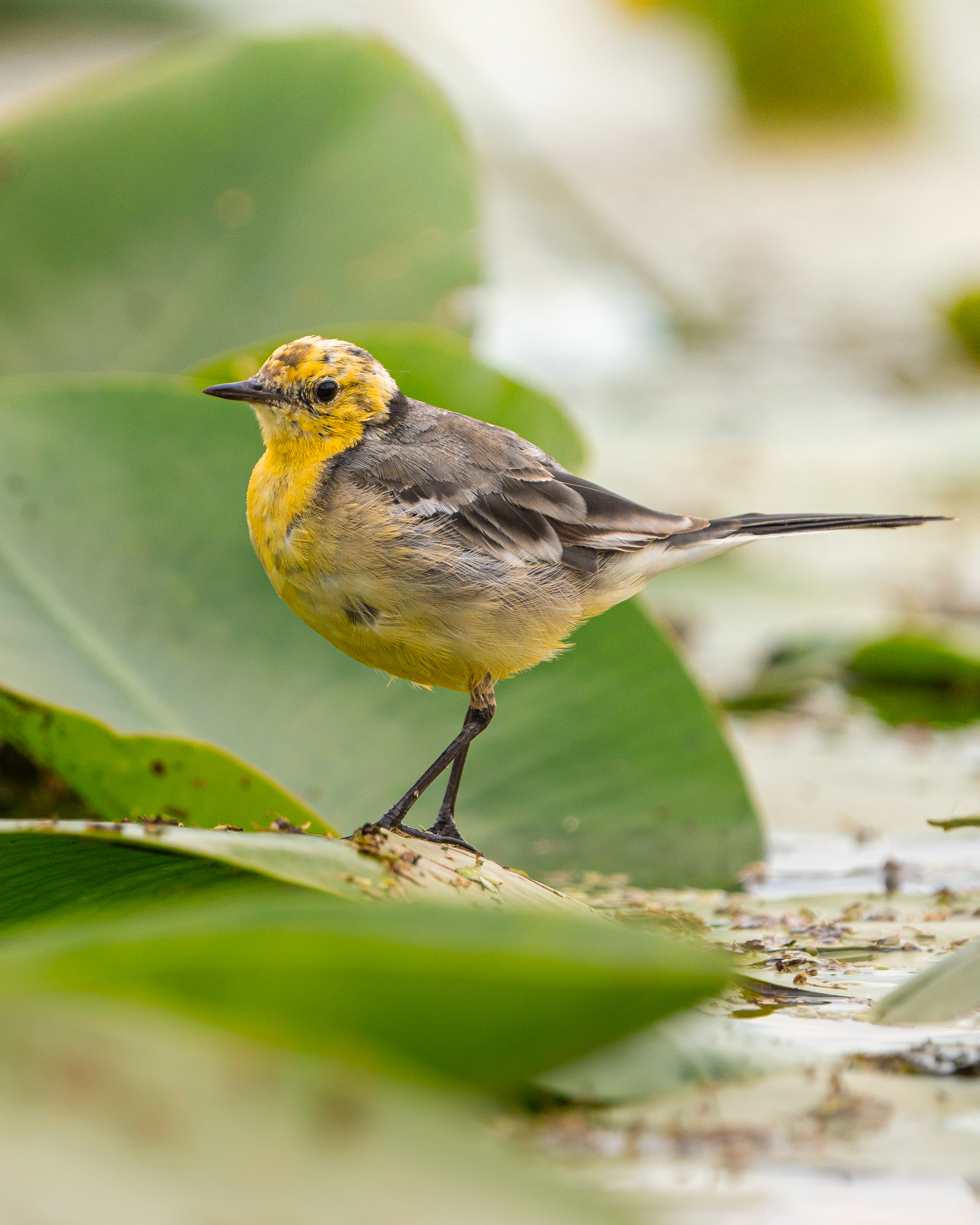
Плиска жовтоголова
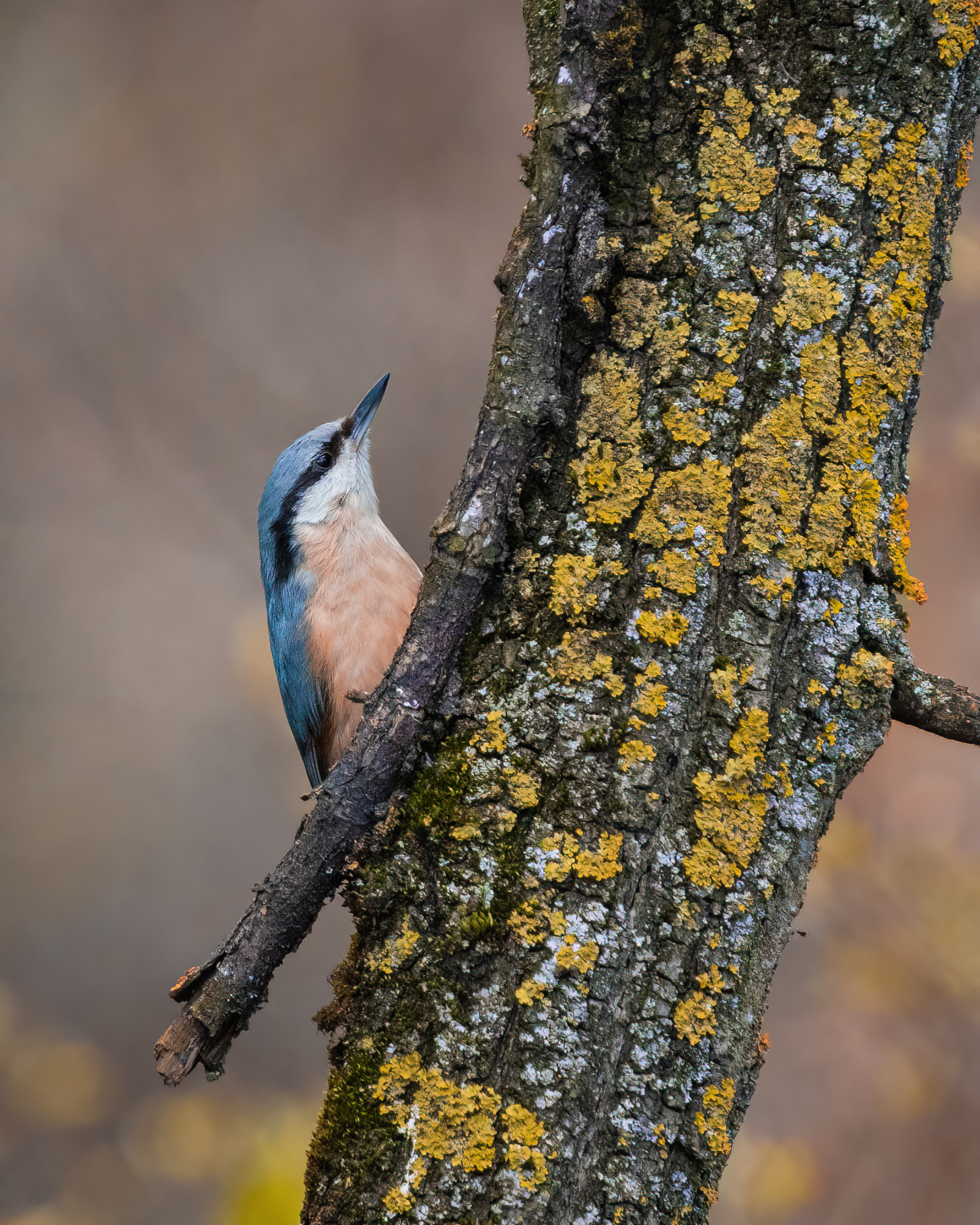
Повзик звичайний
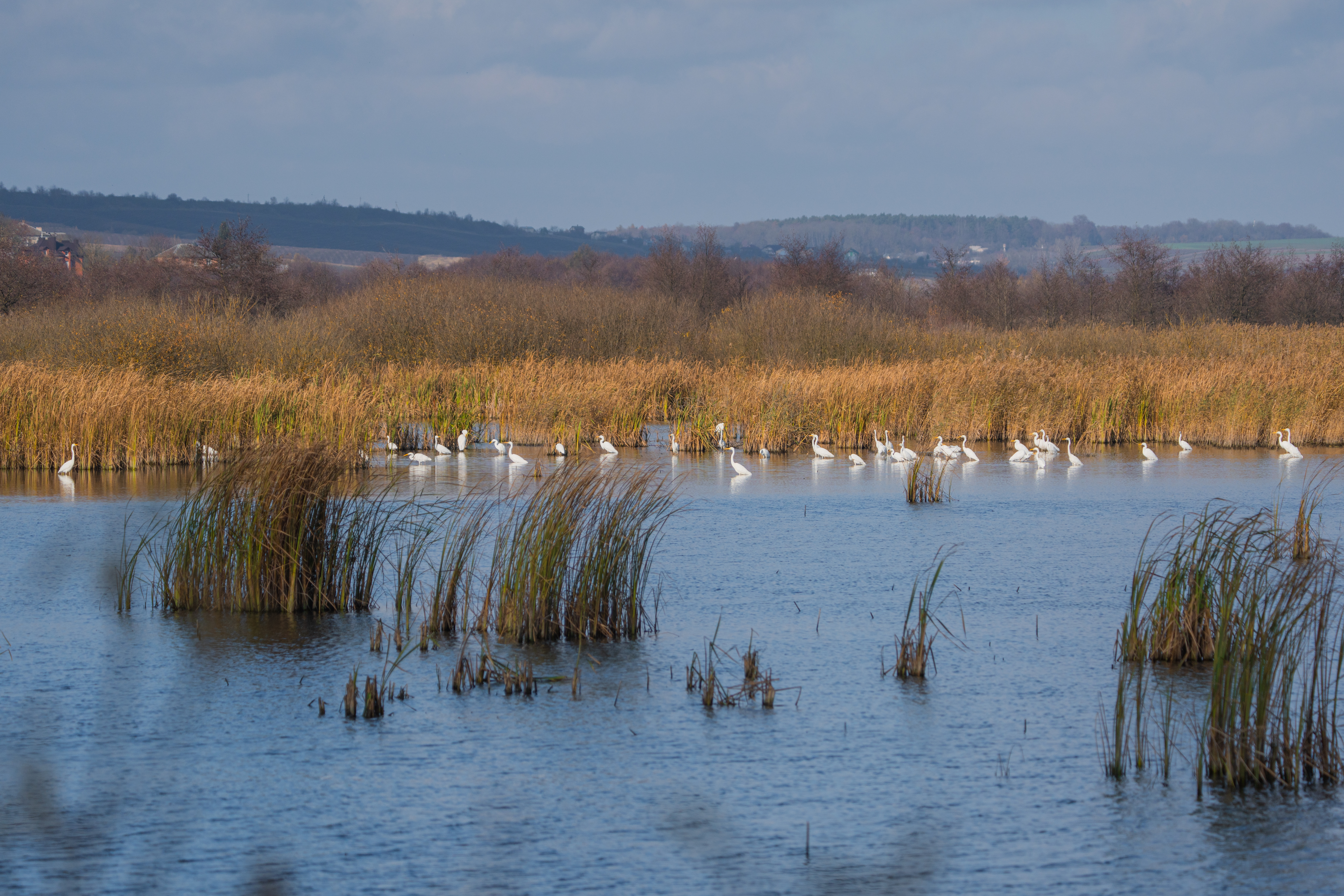
Чепури великі
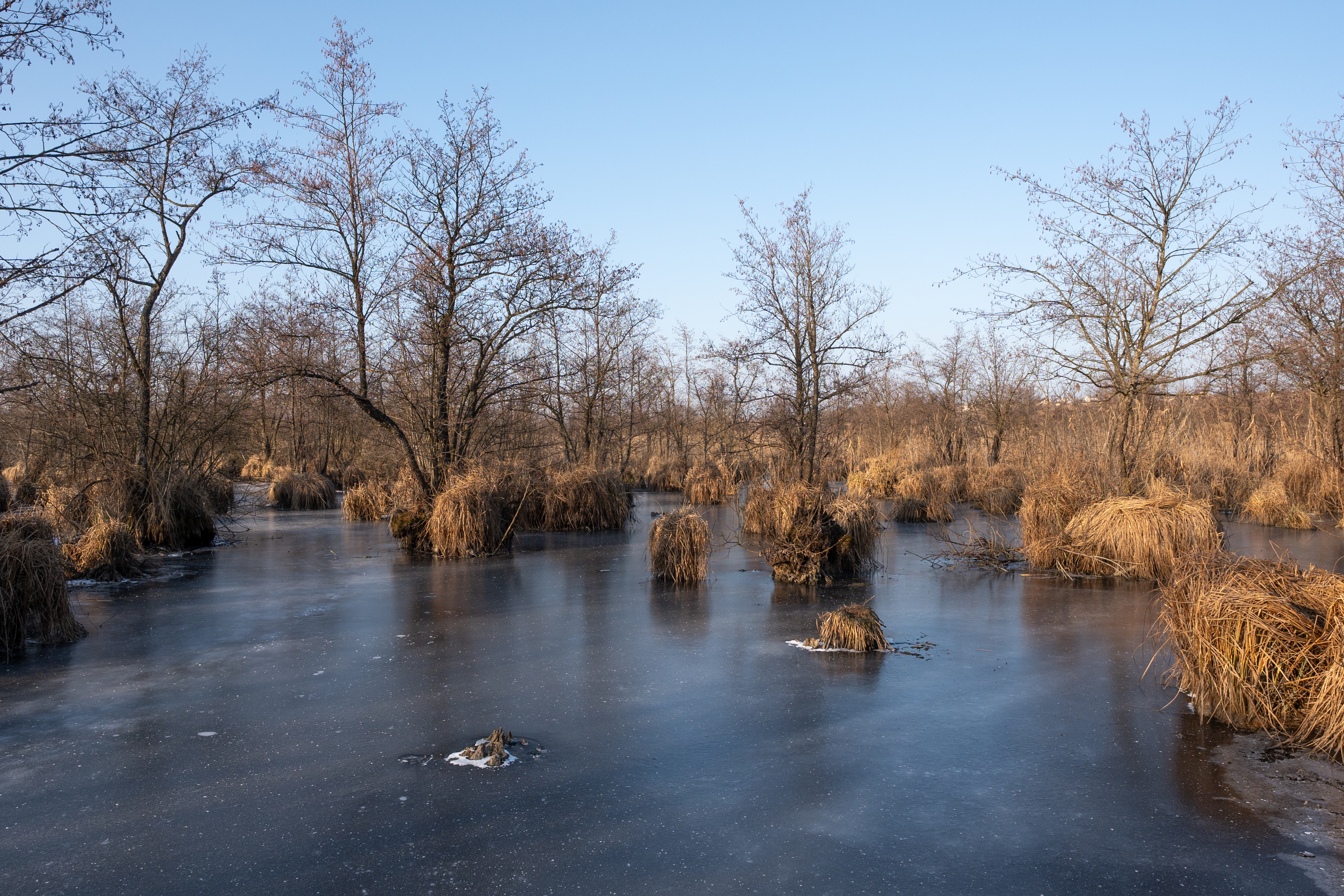
Замерзле болото